# Дукак (емір Дамаску)
Дукак (*д/н — 8 червня 1104) — володар Дамаску в 1095—1104 роках. Повне ім'я Абу Наср Шамс аль-Муль Дукак бен Тутуш. У європейців відомий як «Дукак Мелік».

## Життєпис
Походив з династії Сельджукидів. Син Тутуша I, першого султана Сирії. Його матір'ю була Сафват аль-Мульк-хатун. Про дату народження Дукака замало відомостей. Напевне, народився вже по прибуттю батька до Сирії. Після загибелі батька у 1095 році його зведений брат Радван захопив владу в Сирії, надавши Дукаку лише область Джезіре. Втім невдовзі Дукак за підтримки Яґ'ясіяха, маліка (намісника) Антіохії, зумів захопити владу в Дамаску, змусивши брата тікати до Алеппо. Відтоді починається боротьба між двома гілками Сирійських Сельджукидів.
Дукак оголосив себе також султаном. Втім, частіше його володіння відоме як емірат Дамаск. Також Дукака титулували як малік, проте в цей час значення його змінилося: з намісника до володаря, проте номінального підлеглого султану Великих Сельджуків. На бік Дукака перейшов Надж ад-Дін Іль-Газі з роду Артукідів, що був намісником Єрусалиму. У 1096 році разом з Іль-Газі Дукак відбив напад свого зведеного брата на Дамаск. Невдовзі за посередництва Яґ'ясіяха було укладено мир з Радваном.
У 1097 році до Антіохії підійшли загони учасників Першого хрестового походу. На заклик Яґ'ясіяхи володар Дамаску спрямував військову допомогу. 31 грудня 1097 року між християнами на чолі із Боемундом Тарентським і Робертом Фландським й мусульманами сталася битва, в результаті якої обидва супротивники повернулись на вихідні позиції — хрестоносці, що так і не встигли набрати провіант, повернули до Антіохії, а Дукака відступив до Хомса, а звідти до Дамаску. Втім, фактично це означало тактичну поразку, оскільки не вдалося зняти облогу та завдати значної шкоди хрестоносцям.
Після падіння Антіохії спрямував війська на з'єднання з Кербогою, еміром Мосула, який рушив проти хрестоносців. 28 червня відбулася вирішальна битва. Втім у важливий момент Дукак не витримав натиску лицарської кінноти й став тікати, внаслідок чого Кербога зазнав нищівної поразки. В результаті цитадель Антіохії впала.
Ці невдачі позначилися на становищі Дукака. Того ж року Фатимиди захопили Єрусалим та більшу частину Палестини, змусивши намісників Дукака — Сокмана та Іль-Газі Артукідів тікати на північ Сирії. Але вже наприкінці року правитель Дамаску зумів придушити заворушення в Джезіре, а 1099 року захопити важливе місто Діярбакир.
1100 року біля Нахр аль-Кальби влаштував пастку Балдуїну Едесському, коли той рушив до Єрусалима, щоб стати там королем. Втім, в ущелині хрестоносці завдали поразки сельджуцькому війську, вирвавшись із засідки. Згодом зазнавав невдач у війнах з хрестоносцями: 1102 року втрачено Тартуса (Тортосу), 1104 року — Триполі. Спроби прийти на допомогу цим містам з боку Дукака виявилися марними.
разом з боротьбою проти хрестоносців Дукак продовжував війну з місцевими правителями та братом Радваном. У 1103 році захопив Хомс, вбивши атабека Джанаха аль-Даулу. 1104 року тяжко захворів, призначивши сина Тутуша своїм спадкоємцем. Помер володар Дамаску 8 червня того ж року.